# Нижнів
Ни́жнів — село Тлумацької міської громади Івано-Франківського району Івано-Франківської області. Давніше — містечко; до 2020 року адміністративний центр сільської ради. Розташоване на правому березі Дністра, де впадає річка Товмачик, за 21 км від центру громади і за 30 км на схід від залізничної станції Івано-Франківськ. Населення — приблизно 2000 осіб. Через Нижнів проходить автодорога Н18 Івано-Франківськ — Бучач — Тернопіль.
Відповідно до Розпорядження Кабінету Міністрів України від 12 червня 2020 року № 714-р «Про визначення адміністративних центрів та затвердження територій територіальних громад Івано-Франківської області» увійшло до складу Тлумацької міської громади.

## Природні умови
У районі села починається Дністровський каньйон Івано-Франківської області унікальним відслоненням юрського періоду. Одна з «гір» (горбів; правий берег Дністра) місцевою говіркою називається Ґоявка (в науковій літературі — Гоївка).

## Назва
Назва села походить, очевидно, від того, що Нижнів розташований внизу стосовно горбистої поверхні навколишньої місцевості. Тут розлога долина, що під час повеней часто повністю заливається водами Дністра, переходить у вузьке русло-каньйон, видовбаний за сотні тисяч років найбільшою прикарпатською річкою в цементованих пісковинах Подільської височини. Коли Дністер був головним шляхом сполучення в цих місцях, керманичі плавальних засобів населений пункт у тому місці, з якого починається небезпечніше плавання крученим вузьким яром, на відміну від поселень, розміщених вище на берегах річки, назвали ім'ям, що походить від слів «низ», «нижній».

## Географія
Нижнів лежить на висоті 205 метрів над рівнем Чорного моря.

## Археологія
Поблизу Нижнева (1,1 км на північ в урочищі Ґоявка (Гоївка)) розташована археологічна пам'ятка — стоянка часів кінця палеоліту, яку обстежували 1972 року.
Археологічні дослідження Нижнева вели від початку XX ст. У 1918 році Богдан Януш (український археолог, етнолог, мистецтвознавець, публіцист, консерватор пам'яток старовини) обстежив городище на території села та зареєстрував курганний могильник. Основну ж масу археологічних пам'яток Нижнева виявили в 1972—1987 роках. Над дослідженнями в основному працював Б. Василенко, який обстежив 38 пам'яток, також Богдан Томенчук і Михайло Клапчук.
Нині на території Нижнева зареєстровано 43 пам'ятки. Зокрема, виявлено 11 багатошарових поселень, історія яких сягає пізнього палеоліту, раннього мезоліту, трипільської культури, підкарпатської культури шнурової кераміки, голіградської культури фракійського гальштату, доби Київської Русі.
До пізнього палеоліту віднесено 6 пам'яток; серед них два поселення в урочищах Ґоявка (Гоївка) та Жбир і 4 майстерні. До мезоліту відносять 9 пам'яток: 3 поселення та 6 майстерень. До енеоліту відносяться 4 пам'ятки. Це зокрема одне трипільське поселення неподалік лікарні в центральній частині села та 3 майстерні цієї ж культури. До бронзової доби також відносяться 4 пам'ятки. Серед них один ґрунтовий могильник в урочищі Стражниця, два поселення та майстерня можливо підкарпатської культури шнурової кераміки.
Знайдено 4 поселення Голіградської культури: в урочищі Охаба під Гоївкою, напроти школи, і в урочищах Під кар'єром та Луг-Правобережний; а також одна майстерня.
Цікавим є курганний могильник в урочищі Могили, що в Державному реєстрі пам'яток археології Івано-Франківської області зафіксований як Нижнів 43. Він відомий ще з XIX ст. та зареєстрований 1918 р. Б. Янушем, проте приналежність його на даний час ще невизначена.
Більшість поселень з числа згадуваних пам'яток знаходяться на гористих узвишшях, зокрема в урочищах Камінка, Патентова гора, Могили, Жбир (Кирнички), Цвинтарська, Гоївка, Кадубець, Поруб, Городище, що пояснюється вигідним розташуванням та природними умовами. Значна кількість майстерень пов'язана з наявністю покладів кременю та значенням крем'яних виробів, особливо для часу пізнього палеоліту та мезоліту, до яких належить більшість виявлених майстерень на території Нижнева.
До періоду Київської Русі відносять 3 пам'ятки: городище, поселення та майстерня. У Державному реєстрі пам'яток археології Івано-Франківської області нижнівське городище зареєстроване як пам'ятка Нижнів VIII.Відоме городище з XX ст. В 1918 р. його обстежував археолог Б. Януш, в 1987 — археолог Б. Томенчук. Науковці датують його  XII—XIII століттям. Воно складається з двох майданчиків. Один з них має розміри 10 на 15 м, з південного напільного боку майданчик обмежений ровом шириною 5-8 м. Другий майданчик прямокутної форми розміром 15 на 15 м. З напільного боку його оточує високий вал (до 5 м.) та широкий рів (до 10м). Культурний шар на городищі сягає 0,05-0,1 м. На південь від нього міститься поселення XII—XIII ст. Нижнів IX. Експедицією відділу археології Івано-Франківського краєзнавчого музею неподалік згаданих пам'яток було проведено обстеження урочища Монастирик. Назву урочища пов'язують з існуванням там монастиря. Воно розташоване на захід від городища. Сусідство двох нижнівських урочищ, Городища та Монастирик є закономірним. Фактично біля всіх городищ часів Київської Русі  містились поселення-супутники.

## Історія

### Польський період

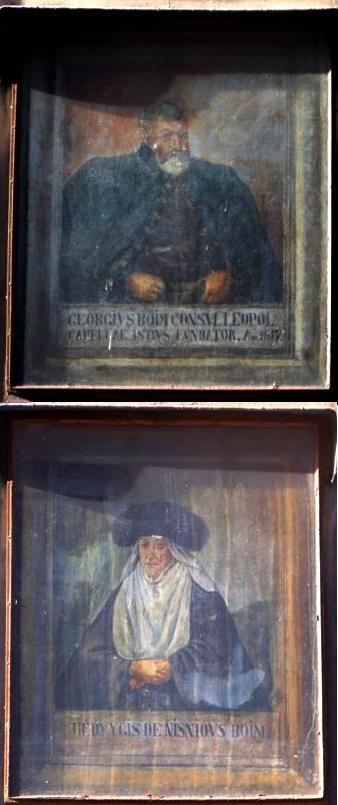
Дьйордь (Георг) та Ядвіґа Боїми

4 лютого 1437 року — у записі № 141 «Найдавніших записів галицьких судів 1435—1475 років» «Актів ґродських і земських» фігурує Річ Трибух з Нєснова (тобто Нижнева, лат. Ricz Tribuch de Nyesnow); в записі № 145 фігурує пан Ігнат Кутиський з Нєшнева (очевидно, власник поселення; лат. dominus Ihnath Kutisky de Nyesznow — суддя земський галицький, він же Ihnath de Cuthyscza de Nyesznow et Bratisszow).
Щодо перших письмових згадок про село, то їх можна знайти у Львівському державному історичному архіві. Наступна згадка походить із XV століття. У цьому документі говориться, що в 1441 році укладена угода про купівлю-продаж, за якою нижнівський шляхтич Зборислав купив у шляхтича з Петрилова два озера: Бик та Чернилів, заплативши 9 гривень, і таким чином дістав право ловити рибу в цих водоймищах і використовувати їх за власним бажанням.
У другому документі йде мова про те, що в 1474 році в галицькому суді розглядали справу про вбивство паном Феліюсом із Нижнева' батька пана Петра з Мокросаду. Суд виніс вирок, що винний повинен заплатити синові вбитого двоє коней вартістю 20 гривень, або, якщо розрахунок не буде проведено своєчасно, віддати в заставу село Галешів (сучасне Олешів).
У XV ст. в Нижневі постала римо-католицька парафія.
У 1502—1503 роках село захопили молдавани під проводом господаря Штефана III Чел-Маре. Є згадка, що Штефан, молдавський воєвода, у 1502 році наказав побудувати в Нижневі нову пристань для плавання по Дністру, зруйнувавши перед тим пристань у Коропці. Покуття залишалось під Молдавією до 1505 року.
1508 року селу надане магдебурзьке право, Нижнів став містечком, цей статус зберігав до Першої світової війни.
Пізніше дідичем Нижнева був воєвода руський до 1508 року Ян Фредро (предок Александра Фредра, відомого польського комедіоґрафа — діда з материного боку Митрополита-Предстоятеля УГКЦ Андрея Шептицького).

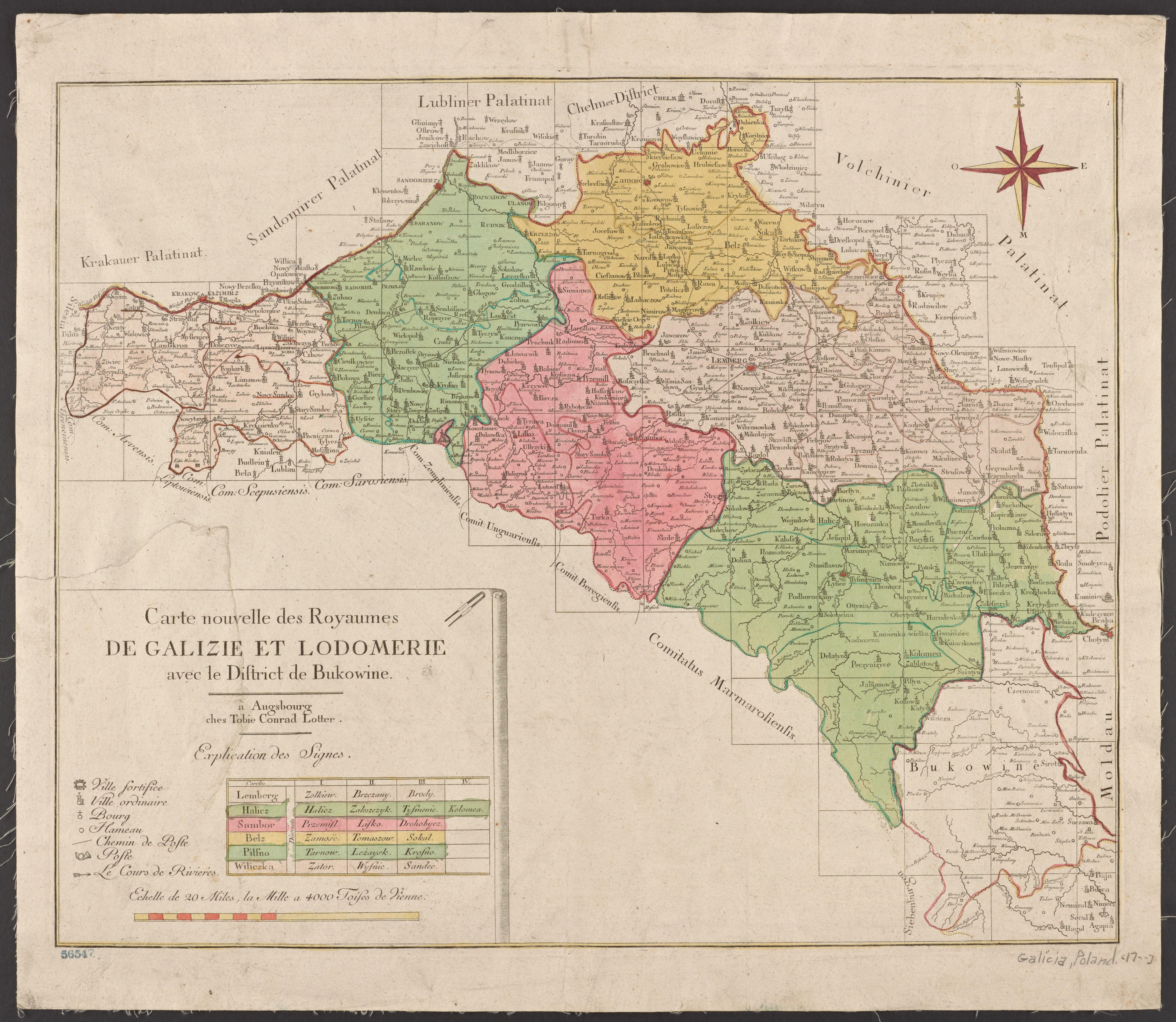
містечко Нижнів на мапі Королівства Галичини та Володимирії в 1777—1782 роках

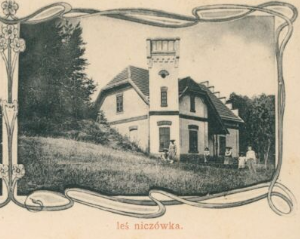
Стара світлина

Інший документ, молодший від попереднього на 104 роки, повідомляє про наслідки люстрації (ревізії) у Нижневі: 1578 року містечко мало чотирьох власників: Кшиштофа Блюдницького (Блюдницькі, або Блудницькі гербу Топач чи Леліва, невідомо, повністю чи частково, були власниками містечка на межі XVI—XVII ст.), Евстахія (Стаха) Копичинського, Скотніцького, Свирчовського. Володіли таким майном:
- Кшиштоф Блюдницький мав 11 ланів[13], 2 загородники, 2 священики і одного ремісника;
- Евстахіуш Копичинський (дідич Копичинців, Вікнян[14])  — 7 ланів і одного ремісника; документ засвідчує про існування феодально-кріпосницьких відносин на Прикарпатті.

Дружина Дьйордя Бойма — фундатора родинної ренесансової каплиці-усипальниці Боймів біля Латинської катедри (собору) у Львові — Ядвіга, за написом на її портреті там само, підписувалася «на Нижневі». Ілько Лемко стверджує, що вона була другою зрадливою дружиною Бойма, донькою королівського урядника Анчевського.
У 1628 році Шимон Копичинський (пом. до 1631) набув запис на Нижневі від Вонсовичевої.
Дідич Александер Копичинський у 1640 році убив свого швагра Яна Маковецького гербу Помян (другого чоловіка сестри Барбари) в його домі. Потім продав маєтності в містечку Нижнів, селах Олешів, Кутище, Братишів, Новосілки, Вікняни та заховався, побоюючись судового процесу. В 1642 році «зізнав» запису доживоття разом з дружиною Ельжбетою (Єлизаветою) Дрогойовською. Убитий козаками у Панівцях (також тоді викрадено всі привілеї).
1647 року власником маєтності в Нижневі був коломийський староста Станіслав «Ревера» Потоцький.
Пйотр — брат Александера, з дружиною Зоф'єю Броневською мали доньку Барбару, чоловіком якої був Марек Секежинський. Вона як удова в 1693 році продала свою маєтність Нижнів представнику роду Яблоновських.
З XVIII ст. власниками (дідичами) були Станіслав Вінцентій, його нащадки Антоній Барнаба (1732—1799), Людвік (1784—1864), Кароль (1807—1885, з 1834 року) Яблоновські гербу Прус III.
З 1788 року в Нижневі почав видобуватися кремінь для рушничних запалів. Французький спелеолог, геолог і натураліст Марсель де Серра у своїй доповіді про видобуток кременю в Галичині повідомляв: « Цим самим Австрії вдалося задовольнити свої потреби в рушничних крем'яних запалах, оскільки імпорт цієї продукції з Франції щорічно коштував тридцять тисяч флоринів (44000 франків). Разом із тим, кремінні запали з Галичини були твердіші, ніж французькі».
Окрім того, що кремінь видобували в Нижневі, тут ще існувала фабрика, що належала якомусь Фройденгайму. На фабриці кремінь обробляли до спеціальної форми для чорнопорохових рушниць; її заснували наприкінці XVIII ст., працювало там кількадесят працівників.

### Австрійський період
За наказом командування 4-ї австрійської армії в липні 1854 року 9 піонерів і 30-50 робітників під командуванням оберлейтенанта Леонгардта збудували дерев'яний міст через Дністер у Нижневі, а будівництво ускладнювали рвучка течія і скелясте дно додатково. Ширина річки у цьому місці становила 227 метрів, глибина залежно від стану води коливалася від 4 до 6 метрів.
1854 року дідичем став Авґуст граф Блюгдорн. У 1861 році дідичем став граф Теодор Лянцкоронський (1823—1891, син Теодора та Юзефи Стадніцької; його дружина — Ружа Росновська з Тартакова), після нього донька Стефанія — дружина Яна Урбанського (документальне підтвердження — до 1930 року).
У 1884 р проклали залізницю Станиславів — Гусятин і відкрили станцію Нижнів.
Об 11.00 26 лютого 1906 р. почалося віче в містечку у справі виборчої реформи (були присутні 10-12 000 осіб із повітів Бучач, Товмач). У президії віча були парох о. О. Левицький, сотрудник о. Коростіль, реферат читав студент Федір Іван Олесницький. Віче відмовило в слові секретарю повітової ради Валевському. Після закінчення віча надійшли близько 600 січовиків із Ляцького з малиновим прапором, який хотів відібрати товмацький повітовий комісар Дуніковський (не дозволили). З цього приводу виступав посол Юліян Романчук у Відні (підтриманий Ернестом Теодором Брайтером, Іґнацієм Дашинським).
Під час першої світової війни містечко зазнало руйнації.

### Західноукраїнська Народна Республіка
Після початку наступу польських окупантів по всьому фронту 28 червня 1919 року біля Нижнева розгорнулись жорстокі бої. Командантом військового округу «Нижнів» був Володимир Бемко. Організацією охорони стратегічних мостів через Дністер після утворення ЗУНР керував народний вчитель, поручник армії Австро-Угорщини Андрій Яремчук, командиром охоронного підрозділу був уродженець Монастириська Євген Рибак.

### Період польської окупації

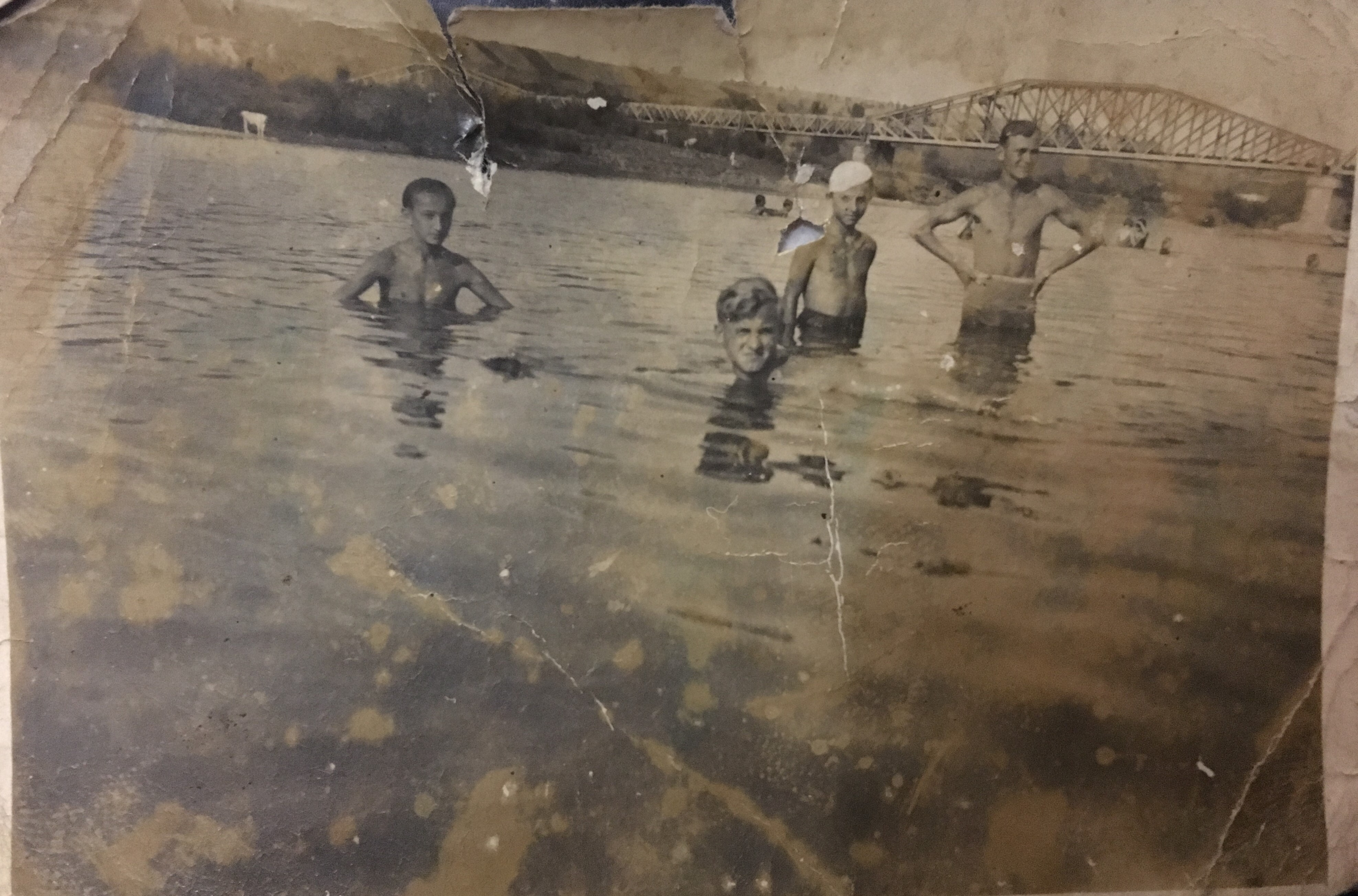
Нижнів, залізничний міст, літо 1938

Заходами читальні товариства «Просвіта» 23 серпня 1931 року в Нижневі відбулося святкування, приурочене до 50-річчя товариства «Рідна школа».
До гміни Нижнів крім власне Нижнева входили також села Діброва і Смерклів. Згідно адміністративної реформи, 1 серпня 1934 містечко стало центром об'єднаної сільської ґміни Нижнів, до якої включили ще 4 сільські гміни.
У 1939 році в Нижневі проживало 4 930 мешканців, з них 3 230 українців-грекокатоликів, 955 українців-римокатоликів, 100 поляків, 650 євреїв і 5 німців

### Друга світова війна, радянський період
Після початку німецько-радянської війни угорські війська якийсь час контролювали територію від Станиславова до Бучача. У серпні 1942 року автотранспорт переправляли з берега на берег поромом.
Після війни влада СРСР вважала непотрібною залізницю і не відновила її, чим спричинила деградацію Нижнева.
Під час будівництва торгового центру з рестораном упав баштовий кран.

### Після Відновлення Незалежності
У 2021 р. відкрита лікарська амбулаторія.

## Населення

### Мова
Розподіл населення за рідною мовою за даними перепису 2001 року:
| Мова       | Кількість | Відсоток |
| ---------- | --------- | -------- |
| українська | 1980      | 99.45%   |
| російська  | 10        | 0.50%    |
| білоруська | 1         | 0.05%    |
| Усього     | 1991      | 100%     |

## Повені та паводки
Через розташування в долині Дністра, періодично затоплюється нижня частина села.
13 квітня 1912 року газета «Кур'єр Львівський» повідомляла, що рівень води в Дністрі піднявся на 5,3 м, підтоплені села Нижнів, Липа, Петрилів, Новосілка, Бобрівники, Ямна, Вістря, Кутище. Загалом, у воді опинилося 300 будівель, в деяких місцях вода доходила до дахів. Близько 20 хат було зруйновано. Не обійшлося без жертв. Люди бачили як вода несла жінку, яка трималася за подушки. В Нижневі втопився один чоловік, тіло якого в результаті ретельних пошуків так і не було знайдено.

## Релігія
Є дві церкви (УГКЦ):

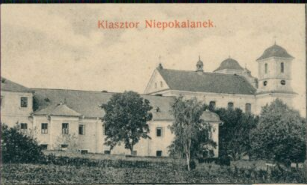
Римо-католицький монастир та костел, Нижнів, до 1905 року

- Церква Введення у Храм Пр. Богородиці[32][33]
- Церква Св. Арх. Михайла[34]

### Монастирі РКЦ
Історія нижнівських монастирів налічує близько восьми століть. Започаткована у XII–XIII ст, коли на землях Галицького князівства з'являються перші чернечі оселі з центром у Галичі. Чимало монастирів виникало на його відносно віддаленій окрузі. Однією з важливих функцій давньоруських монастирів була оборонна, тому значна кількість поставала на найвигідніших в оборонному значенні місцях — на мисоподібних виступах високих берегів річок, пагорбах, інших важкодоступних місцях. Оточені природними ярами або штучно насипаними валами та ровами такі чернечі осідки входили поряд із укріпленими городищами у планомірну систему оборонно-сторожових пунктів. Багато таких пунктів виникало вздовж Дністра.
В українській історичній літературі нижнівські монастирі не досліджувалися, є дослідження польських вчених. Монастирі Нижнева, які існували тут протягом XII—XIII — першої половини XX ст., до нинішнього дня не збереглися; зокрема, не збереглися римо-католицький монастир (кляштор) оо. паулінів, фундований у січні 1740 року дідичем Станіславом Вінцентієм Яблоновським (воєводою равським), відновлений та консекрований (освячений) 1842 року костел святого Станіслава оо. паулінів
Лютого 1740 року в монастирі з'явились кілька ченців. У березні 1742 року призначили пріора монастиря паулінів. Фундацію монастиря 1764 року затвердив львівський латинський архієпископ Вацлав Геронім Сєраковський. Відомий львівський сницар Матвій Полейовський у 1770-х роках виготовив новий вівтар для костелу паулінів у Нижневі-над-Дністром (не збережений). 2 лютого 1786 року урядом Австрії монастир був закритий.

У 1810 році нижнівський костел постраждав внаслідок пожежі і Станіславська управа запропонувала перенести відправлення латинської літургії до місцевої греко-католицької церкви. В 1816 році будівлю костелу відремонтовано, але робота не завершена. Дах лише частково перекритий, а пошкоджений фундамент був під загрозою руйнування. Зважаючи на неможливість використовувати храм, створено невелику каплицю в монастирі, використовуючи частину коридору, що прилягає до святилища. У головному вівтарі, складеному частково з компонентів вівтаря костелу, був образ Богоматері Ченстоховської (колишній образ святого Станіслава був зруйнований).
У каплиці теж був дерев'яний бічний вівтар із зображенням святої Теклі, купіль з кришкою, прикрашеною фігурою Іоанна Хрестителя та кілька пошкоджених лавок. Бракувало амвона та органів. Згідно із записом інвентарним 1826 р. у каплиці не було срібла, і всі посудини та літургійні предмети були зроблені з латуні. З облачення записали 15 риз, 4 покривала і 4 далматики. У 1842 році костел був реконструйований і освячений в тому ж році як костел святого Станіслава (тоді львівським архиєпископом був Франтішек Піштек).

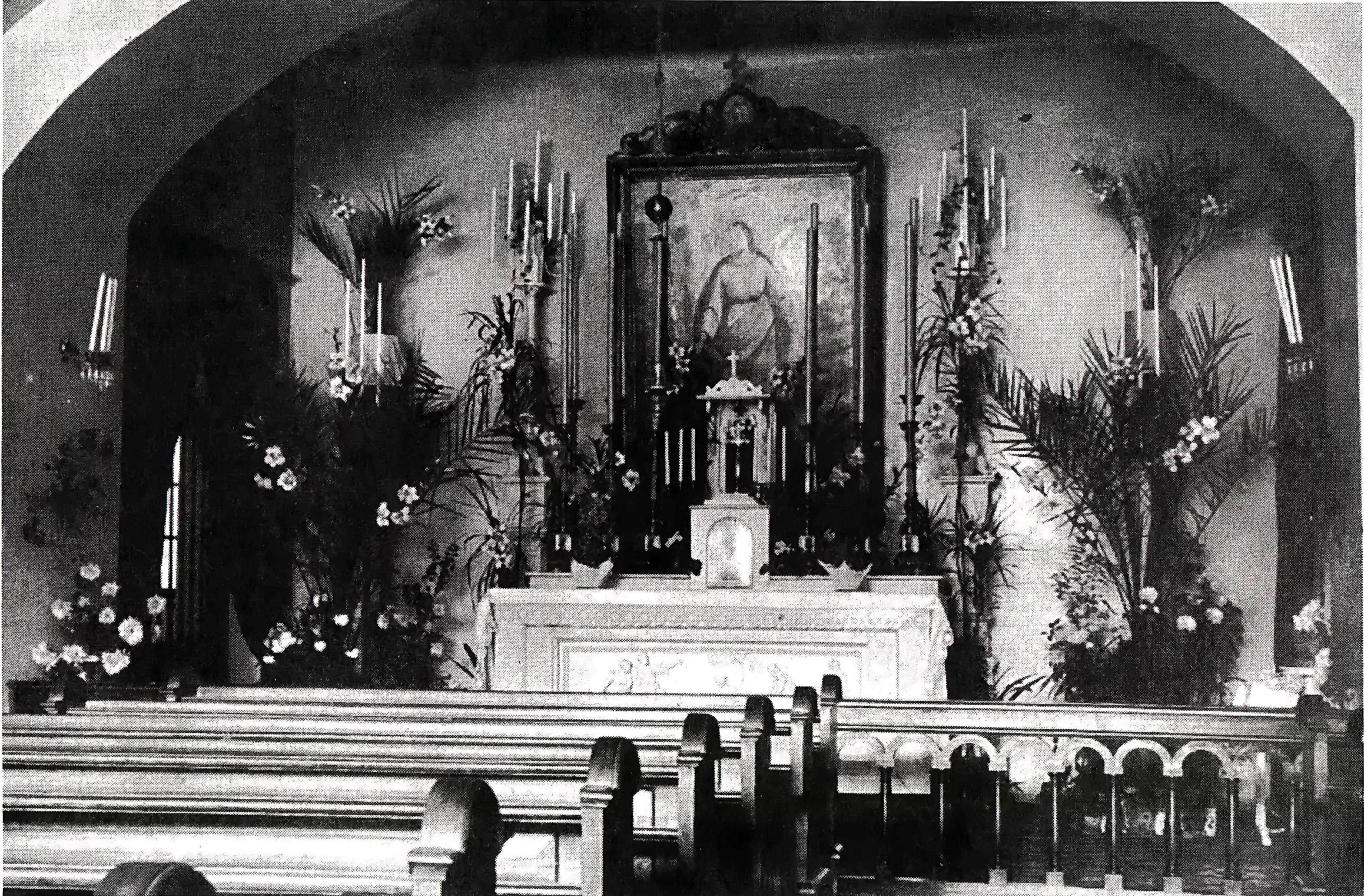
Монастир сестер Непорочного Зачаття Пречистої Діви Марії. Всередині каплиці у напрямку вівтаря.

1881 року рада згромадження сестер-непорочниць прийняла проект засновниці Марцеліни Даровської, за яким монастир паулінів ставав навчальним закладом для дітей з родин, які постраждали за участь у польському повстанні 1863 року. 24 травня 1881 року в дідича Теодора графа Лянцкоронського було викуплено ґрунт кляштору, 1883 року відкрито школу, каплицю.
Адаптація монастиря паулінського на заклад сестер Непорочного Зачаття була проведена в 1881—1883 роки і коштувала 77 935 флоринів. Ремонт і реконструкцію проводив інженер Й.Котовський за участю Ярослава Одинця (племінника польського поета Антоні Одинця) з 1881 року і майстра муляра Школьніцького. Вівтар в каплиці виконав Бенбновіч з Станіславова, учень скульптора Тадеуша Баронча, відповідно до проекту останнього, і під його керівництвом, а столярні роботи в каплиці і ризниці — Кшишталовіч з Бучача.
На першому поверсі, з південного заходу, знаходилася каплиця, з північно-західного боку — головний зал вітальні. В південно-східному крилі була трапезна з кухнею, а в північно-східному крилі — сільська школа; окрім того, були тут ще деякі монастирські та побутові приміщення. На першому поверсі знаходилася кімната відпочинку, а також класи, їдальня для дітей, спальні та приміщення для релігійних цілей. На обох поверхах були санітарні приміщення.
Вівтар являв собою кам'яну основу, на якій лежала плита — менса, і був виготовлений з мармуру. На передній частині вівтаря були барельєфи Христа з дітьми в профільованому обрамленні. На стіні — образ Богоматері Непорочного Зачаття 2-ї половини XIX, в рамці, увінчаній картушем з хрестом, укладеним в пасма рослинного орнаменту.
Навпроти входу, на трирівневій платформі з прямокутною вівтарною менсою, підтримуваною двома колонами, знаходилася статуя Богоматері Непорочного Зачаття на невеликому постаменті, вище на стіні висіло Розп'яття.
Дерев'яні лавки в костелі виготовлено за проектом Кшиштановіча. В костелі були також станції Хресної дороги, літографії в дерев'яних рамах.

Вигідне географічне положення Нижнева на початку XX ст., неподалік від кордону Австро-Угорщини і Росії, драматично вплинуло на долю Костелу і монастиря. З вибухом Першої світової війни, вже 20 серпня 1914 року до кляштору занесли першого пораненого і частину будинку призначено для госпіталю.
Швидко госпіталь був заповнений тяжкопораненими з під Бариша і Коростятина. Серед них були австріяки, угорці, чехи, а також козак російської армії. При госпіталі були організовані санітарні курси для монахинь.
В жовтні 1914 року австрійська армія поспішно відступала і в монастирі були залишені зброя та поранені солдати. Через те росіяни хотіли зруйнувати кляштор гарматним вогнем.
Через два роки, під час ураганного вогню, снаряди розбили мури, вирвали 80 вікон з рамами, але ніхто з людей в кляшторі не постраждав.
В 1917 році на кляштор вночі напала банда мародерів з охопленої революційним запалом російської дивізії. Сестри були переконані, що їх врятувало виставлене в каплиці святе Причастя.
Під час війни монахині не припиняли своєї виховної роботи. На свої заняття приходили сільські діти, хлопчики вчилися прислуговувати. Шкільний рік 1913/1914 був останнім роком праці за правилами засновниці Марцеліни. Постійно змінювалися діти, коротка перерва наступила в жовтні 1914 р., від Різдва Христового тут перебувало 14 дітей з родин Ладомірських з Марковець і Вишневських з Горигляд. В 1916/1917 шкільному році в монастирі навчалося тільки дві дівчинки, в другім півріччю 1918/1919 р. — 14.
В 1921 році до навчання зголосилося 9 дітей. Релігії їх вчила сестра Філомена, яка мала 79 років. Однак вже 1923 року спустошений будинок мусів зупинити працю на ниві виховання і на 9 років став притулком для старих і хворих монахинь (в основному на туберкульоз) — зважаючи на відмінний клімат.
1932 р. сестри відкрили загальну школу для дівчаток. То вже не була школа безплатна, — на таку школу сестри не мали грошей. Зберігся запис газетного оголошення тієї нової школи 1934 р.: «В красивій і здоровій підгірській околиці від 15 травня 1934 р. відбувається запис до загальної школи нового типу та водночас інтернату для хворобливих дівчаток від 6 до 12 років. Заклад забезпечує виховання, турботу та опіку, лікування, ґрунтовне навчання іноземних мов та гри на фортепіано. Окрім того, передбачено фізичний розвиток, прогулянки, перебування на свіжому повітрі, засмагання, здорова та поживна їжа.»

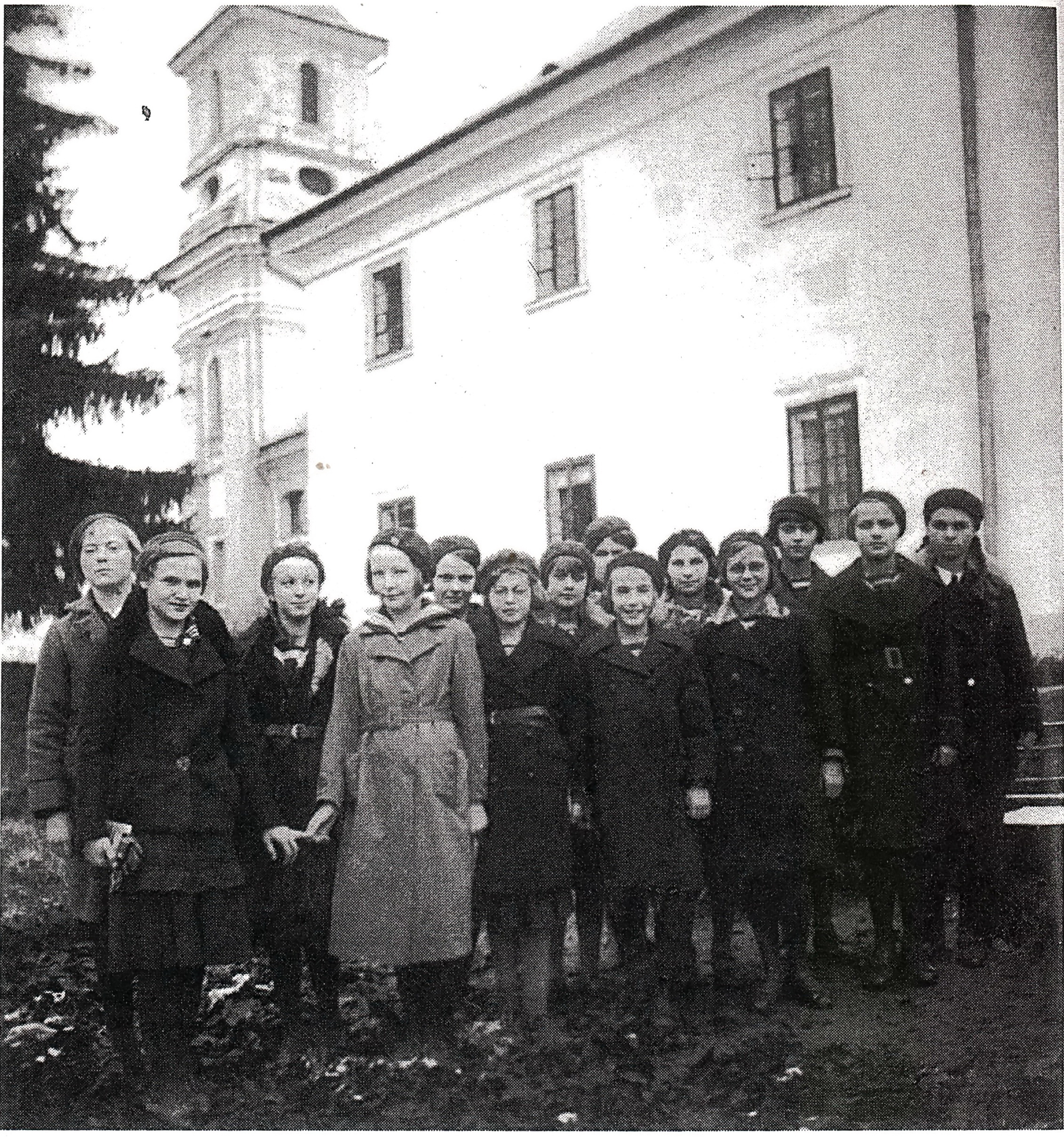
Дівчата перед нижнівським кляшторем. 1935 р.

В наступні шкільні роки, до 1939 р., тут навчалося від 27 до 34 дівчат.
В 1933 р. в монастирі було виконано каналізаційне відведення, яке замінило примітивно діючу каналізацію. Це уможливило відкриття ванної кімнати з двома ваннами для дітей, що було однією з вимог функціонування інтернату. В архіві монастиря знаходиться протокол від 6 грудня 1934 р., записаний сестрою Альмою Солтан на конференції після візиту в «7-ми класну Школу Сестер-непорочниць в Нижневі» інспекторів від освіти з Тлумача. Заступник шкільного інспектора доктор Ян Тамбор позитивно оцінив роботу закладу. Через рік школа одержала державний статус.
Кляштор став закладом не тільки для дівчат, котрі там і проживали. Сестри вели ще заняття з хлопчиками. Хлопчики приходили на заняття три рази на тиждень, по неділях і в свята, вчилися прислуговувати в храмі, співу григоріанського та катехизму. Вони брали участь в місцевих заходах, вертепі, мали свою читальню в монастирі, де могли гратися та вчитися.
Члени Гуртка сільських жінок приходили в неділю та по святах на науку катехизму, для тлумачення Меси, порад гігієнічних, педагогічних і економічних.
Школа народна припинила працювала. В той час вийшла постанова, за якою в місцевості, де мешкало кілька народностей, право на державну школу мала народність, представлена більшою кількістю дітей. В тій ситуації освітня влада чинила на монастир тиск, щоб там не вели, школи, котра би відтягнула польських дітей від їх закладу, бо в такій ситуації загальну школу мали би українці.
18 вересня 1939 року до Нижнева вступили радянські війська. День перед тим в саду монастиря відпочивали відділи польської армії, які тікали перед німцями, а тепер — від східного кордону. Вночі полковник Юзефович з двома офіцерами закопав полковий прапор — з Матір'ю Божою на одній стороні та срібним орлом на другій.
19 вересня над Нижневом низько пролітав німецький літак, стріляючи з автоматичної зброї. Ранених занесли до кляштора. Сестри на монастирі вивісили стяг Червоного Хреста, вдягли пов'язки організації.
Монахинь виснажували перевірки. Знову, як і колись, звинувачували їх в переховуванні солдат — цього разу польських.
Тим часом більшовики приходили оглядати монастир, плануючи перетворити його в казарми. 14 жовтня сестрам (4 особам з головною) переказали з'явитися до ґміни. Тут їм наказали підписати відречення від монастиря і ведення школи, але дозволено залишитися (за умови, що будуть прати одяг солдатам). Приміщення монастиря віддано під потреби Червоної армії. Сестер було розміщено в кількох кімнатах, келійні приміщення були реквізовані.
1 листопада 1939 року черниць ознайомили від імені народу і Червоної армії, що їх будинок став власністю народу і вони мусять його покинути. Літургічні предмети були заховані у пивницях та в парафіян (не віднайдені).
16 липня 1941 року монахині повернулись до монастиря (разом з приходом гітлерівців). 1944 року монастир горів, більшість сестер евакуювалися до Шиманува. У серпні 1944 року загинули 2 монахині-непорочниці, у березні 1945 року — 2 монахині-юзефітки; сестру Францішку Косьоровську облили бензином, спалили живцем.
Костел у Нижневі не витримав татарських набігів у 1620—1630-х роках. Під час канонічної візитації львівського латинського архієпископа Яна Скарбека 1721 року на його місці був пам'ятний хрест.

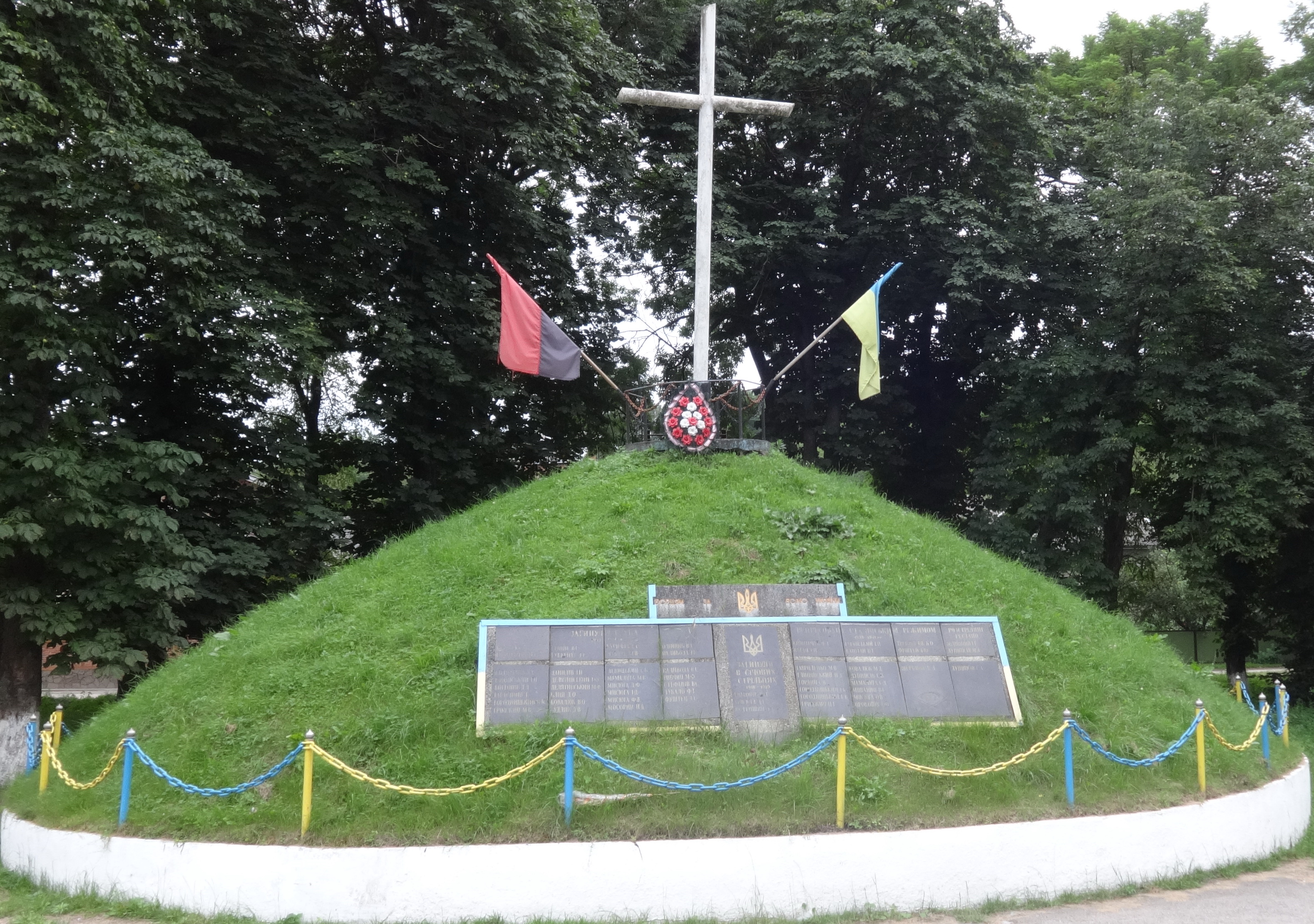
Cимволічна могила воякам УПА

## Пам'ятки
- символічна могила воякам УПА.
- 16 травня 2021 року відбулось відкриття пам'ятного знаку, присвяченого 150-річчю початку будівництва Галицької Трансверсальної залізниці у Нижневі в рамках забігу GTR trail Ostbahn, на місці знищеного відрізку залізниці, що сполучала Станиславів та Бучач.

Самі рейки автентичні, з цієї залізниці, їх було знайдено у лісі біля Клубівців в процесі його розчищення і підготовки до забігу. На рейках збереглось маркування виробника і їм скоірш за все понад 130 років.
Напис гласить що виготовили їх у Вітковіце, одному з промислових міст чеської Сілезії, біля Острави, яке за часів Австро-Угорщини було відоме своїми виробами і забезпеченням залізниць, які активно будувались. Ця залізниця була знищена при відступі нацистами і ніколи не мала радянської ширини. Вважається, що під час Другої світової війни тимчасово її могли переробляти, або з 1939 по 1941 роки поки панувала радянська влада.
Спорудженням комплексної композиції пам'ятного знаку, приуроченого 150-річчю початку будівництва Галицької Трансверсальної залізниці у Нижневі займався спортивно-просвітницький центр «Каменяр», який для такої події об'єднав невелику групу дієвих і активних людей. На відкритті знаку були присутні окрім організаторів і учасників забігу, колишній міністр закордонних справ України Павло Клімкін, консул Угорської республіки, а також представники Польських культурних і громадських організації Івано-Франківська.

## Транспорт
Давніше через містечко проходила одноколійна залізниця Станиславів — Бучач — Гусятин — Ярмолинці — частина Галицької трансверсальної залізниці, будівництво якої розпочалося в 1883 році. До листопада 1884 завершилось на відтинку до Бучача (зокрема, через станції Хриплин, Палагичі). Перший вантажний потяг на лінії Станіслав — Бучач поїхав 1 листопада 1884 р., перший пасажирський — 15 листопада 1884. Залізницю розібрали за наказом нацистів під час їх відступу в ході Другої світової війни. У Нижневі була залізнична станція, відстань до залізничного вокзалу Станиславова складала 34 км. З 1817 р. через містечко проходив брукований так званий державний Віденський гостинець Бучач — Озеряни — Монастириська — Нижнів — Станиславів.
У наші дні через Нижнів проходить автодорога Н18 Івано-Франківськ — Бучач — Тернопіль — частина південно-східної гілки колишнього державного гостинця Бережани — Монастириська — Станиславів, який також називали «Тракт Бережанський.» Зберігся автомобільний міст через Дністер, збудований за часів Австро-Угорщини, який зараз має асфальтове покриття (давніше дерев'яне).

## Особливості

### Місцева говірка
Вживають переважно старші жителі. Назва села — Ніжньїв, Ніжнів; картопля — мандибурка, взуйся — вбуйсє, бур'ян — хопта, вгодована — ґелевата (про корову)… Закінчення дієслів наказової форми — -сє (наприклад, смійсє і т. д.) Замість літературного закінчення -як вживають -єк (наприклад, Вінтонєк… тощо).
Словом вуйно звертаються також до сестри батька.
Замість запитання "де" вживають "дес" (Дес нині ходив?-Де сьогодні ходив). Замість відповіді "десь" теж вживають "дес". Тому нижнівчан жителі сусідніх сіл називають "десами".

### Прізвиська
Багато мешканців села мають свою «вуличну» кличку. Наприклад, Ґрубий (-а), Джміль, Подолянка, Гнида, Фіст, Фертик, Рафиль, Хрунь, Бас, Капшук, Бомбела та інші.

## Цікаві факти
- Базар у Нижневі можна побачити в кліпі гурту «Скрябін» на пісню «Руїна» (0:50), (2:50-2:55), сільмаг біля дороги до церкви (0:56-1:00), міст через Дністер (1:05-1:10).[48].

## Відомі люди

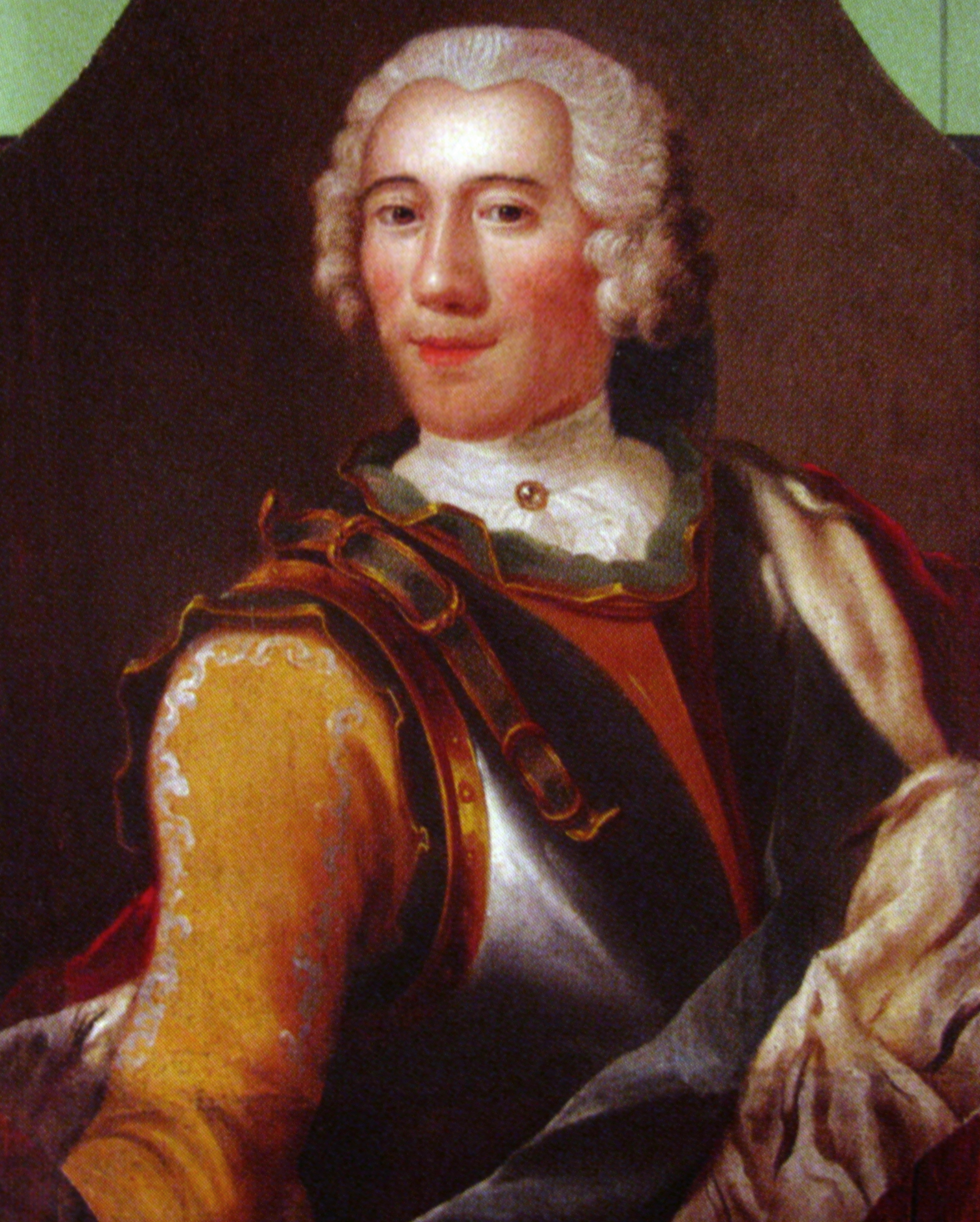
Яблоновський Станіслав Вінцентій — фундатор костелу в Нижневі

### Народилися
- Вінтонів Іван Степанович (нар. 1937) — професор, декан національного лісотехнічного університету України, Львів[49]
- Казімеж Анджей Чижовський (27 лютого 1894) — польський поет та дитячий письменник.
- Курилович Михайло — священик УГКЦ, парох Бучача, москвофіл[50].
- Левицький Модест Олександрович (1874—1927) — український хоровий диригент, співак, музичний і театральний критик, музично-громадський діяч.
- Огоновський Любомир (1891—1955) — військовий діяч, один з організаторів Листопадового чину 1 листопада 1918 у Львові, комендант жандармерії 3-го корпусу УГА.
- Огоновський Володимир Петрович — поручник УГА, учений-економіст, доктор природничих наук (1926), дійсний член Наукового товариства імені Шевченка (1937), доцент (1947), кандидат економічних наук (1949).
- Станко Анастасія Романівна (нар. 1986) — українська телеведуча та журналіст.

### Проживали, перебували, працювали
- о. Антоній Винницький (1804—1869) — Тлумацький декан у 1840 р., декан-емерит у 1843 році[51]
- Сидір Винницький — радник Верховного суду у Відні, посол палати депутатів австрійського парламенту
- о. Антон Левицький — греко-католицький священик, парох села у 1869—1909 роках, батько Голови Державного секретаріату ЗУНР Костя Левицького[52][53]
- Юзеф Бялиня-Холодецький (1852—1934) — польський шляхтич, письменник, історик, учасник антиросійського Січневого повстання 1863 року, працював тут у поштовому «уряді».[54]
- Ян Фредро з Нижнева — власник (посідач) поселення, воєвода руський
- Яблоновський Станіслав Вінцентій — князь, дідич, фундатор костелу та кляштора оо. паулінів у Нижневі.
- Доротея Госмер — журналістка «National geografical magazin» у 1939 році

### Парохи
- о. В. Скоробагатий — нагороджений імператором Австро-Угорщини за «патріотичну поведінку супроти ворога» під час Першої світової війни[55]

### Поховані
- Тихін Хилюк  — хорунжий Кінної сотні штабу 8-ї стрілецької бригади 3-ї Залізної дивізії Армії УНР. 2012 року на його могилі споруджено пам'ятник.

### Дідичі
- Арнольф Блудніцький з Новосілок та Нижнева — кам'янецький чесник[56].
- Людвік Яблоновський — дипломат.
- Кароль Яблоновський (1807—1885, Львів) — син князя Людвіка, таємний радник, дожиттєвий член Палати Панів австрійського Райхсрату з 1861 року, маршалок.[57]